# Dypsis spicata
Dypsis spicata är en enhjärtbladig växtart som beskrevs av John Dransfield. Dypsis spicata ingår i släktet Dypsis och familjen Arecaceae. IUCN kategoriserar arten globalt som livskraftig. Inga underarter finns listade i Catalogue of Life.